# Rugby Africa Women's Cup 2024
La Rugby Africa Women's Cup del 2024 fue la quinta edición del torneo de rugby para selecciones femeninas pertenecientes a Rugby Afrique.
La selección campeona clasificó a la WXV 2 y a la Copa Mundial de Rugby de 2025, la segunda posición a la WXV 3.

## Participantes
- Camerún
- Kenia
- Madagascar
- Sudáfrica

## Desarrollo
| Pos | Países     | Partidos | Partidos | Partidos | Tantos | Tantos | Tantos | Pts |
| Pos | Países     | G        | E        | P        | PF     | PC     | DP     | Pts |
| --- | ---------- | -------- | -------- | -------- | ------ | ------ | ------ | --- |
| 1   | Sudáfrica  | 3        | 0        | 0        | 164    | 22     | +142   | 15  |
| 2   | Madagascar | 2        | 0        | 1        | 58     | 73     | -15    | 9   |
| 3   | Kenia      | 1        | 0        | 2        | 66     | 109    | -43    | 6   |
| 4   | Camerún    | 0        | 0        | 3        | 22     | 106    | -84    | 1   |

### Partidos
| 4 de mayo | Sudáfrica | 55 - 0 | Camerún |  |  |

| 4 de mayo | Kenia | 22 - 29 | Madagascar |  |  |

| 8 de mayo | Sudáfrica | 63 - 5 | Kenia |  |  |

| 8 de mayo | Madagascar | 12 - 5 | Camerún |  |  |

| 12 de mayo | Camerún | 17 - 39 | Kenia |  |  |

| 12 de mayo | Madagascar | 17 - 46 | Sudáfrica |  |  |